# Distrikt Jesús (Cajamarca)
Der Distrikt Jesús liegt in der Provinz Cajamarca in der Region Cajamarca in Nordwest-Peru. Der Distrikt wurde am 29. August 1834 gegründet. Er hat eine Fläche von 295 km². Beim Zensus 2017 wurden 16.064 Einwohner gezählt. Im Jahr 1993 lag die Einwohnerzahl bei 14.061, im Jahr 2007 bei 14.240. Sitz der Distriktverwaltung ist die auf einer Höhe von 2564 m gelegene Kleinstadt Jesús mit 3209 Einwohnern (Stand 2017). Jesús liegt knapp 20 km südöstlich der Provinz- und Regionshauptstadt Cajamarca.

## Geographische Lage
Der Distrikt Jesús liegt im Andenhochland östlich der peruanischen Westkordillere im zentralen Südosten der Provinz Cajamarca. Der Fluss Río Cajamarca durchfließt das Gebiet in südöstlicher Richtung.
Der Distrikt Jesús grenzt im Nordwesten an den Distrikt Cajamarca, im Norden an die Distrikte Llacanora und Namora, im Osten an die Distrikte Matara und Pedro Gálvez (Provinz San Marcos), im Süden an die Distrikte Cachachi (Provinz Cajabamba) und Cospán sowie im Westen an die Distrikte Asunción und San Juan.